# یوکیتو کیشیرو
یوکیتو کیشیرو (به ژاپنی: 木城 ゆきと Kishiro Yukito) یک مانگاکا اهل توکیو، ژاپن است. او در دوران نوجوانی تحت تأثیر انیمه‌هایی به سبک مکا شامل آرمورد تروپر و موبایل سوت گاندام، به ویژه طراحی یوشیکازو یاسوهیکو، و همچنین آثار هنرمند مانگا رومیکو تاکاهاشی بود. او کار خود را از ۱۷ سالگی با نخستین مانگا خود تحت عنوان اِسپِیس آدیتی در ویکلی شونن ساندی آغاز کرد. از شناخته‌ترین آثار وی مانگا آلیتا فرشته جنگ است. 